# Москва-1 (РЭБ)
Комплекс 1Л267 радиоэлектронной борьбы (РЭБ) «Москва-1» создан концерном «Радиоэлектронные технологии» (КРЭТ) госкорпорации «Ростех».
Система сканирует воздушное пространство и, обнаружив оснащенную радиоэлементами технику противника, передает полученные данные средствам радиоэлектронной борьбы ПВО и ВВС для нейтрализации целей. В отличие от обычных радаров «Москва-1» работает в режиме пассивной радиолокации — улавливает собственное излучение цели, при этом оставаясь невидимой для противника. Комплекс может обнаруживать и снаряды противника.
Эта станция пассивной радиолокации может видеть излучение самолетов и крылатых ракет за 400 км, определять его тип и степень угрозы. Состоит из модуля разведки 1Л265Э (одна машина) и пункта управления станциями помех радиолокационной станции воздушного базирования 1Л266 / 1Л266Э (две машины). Все системы монтируются на три машины «КамАЗ». Станция способна обеспечить полный круговой обзор. «Москва-1» может быть развернута за 45 минут. Система может работать в температурном диапазоне от минус 40 до 50 градусов Цельсия. В боевой расчет «Москвы-1» входят четыре человека. На управлении «Москвы-1» одновременно могут находиться девять комплексов РЭБ и ПВО.
По контракту до 2016 года ВС РФ должны получить 9 комплексов «Москва-1». Стоимость долгосрочного контракта превышает 3,5 млрд рублей
Может управлять девятью другими системами РЭБ

## На вооружении
- ВС РФ - 9 (по состоянию на 2015 год)[8]

## Состав
- 1Л267 : автоматизированный командный пункт «Москва-1».
- 1Л265 : модуль радиотехнической разведки в составе 1Л267.
- 1Л266 : автоматизированный пункт управления станциями помех радиолокационной станции воздушного базирования

## Модификации
- комплекс «Москва-1» с моделями 1Л265 и 1Л266 — базовый образец для ВС России
- комплекс «Москва-1Э» с моделями 1Л265Э и 1Л266Э — экспортный вариант комплекса.

## Боевое применение
Комплекс использовался в ходе вторжения России на Украину. Минимум один комплекс был уничтожен в ходе в контрнаступления в Запорожской области.